# Moderní opereta
Moderní opereta byl divadelní soubor, který krátce (v letech 1932–1934) působil v pražském Varieté.

## Historie
Ve třicátých letech 20. století bylo v Praze několik divadel, které provozovaly operety. Jednalo se o Vinohradskou zpěvohru, smíchovskou Arénu a holešovickou Uranii. V roce 1929 k nim přibyla Velká opereta a v roce 1930 Malá opereta.

### Zahájení činnosti Moderní operety
Soubor Moderní operety byl současně souborem Slovenského národního divadla (SND) Ředitel SND Antonín Drašar (1880–1939) si v roce 1932 pronajal karlínské Varieté na koncesi herečky Olgy Frýdové. Moderní opereta vznikla zahájila činnost na podzim 1932. Po rozsáhlé reklamní kampani se uvedla 1. 10. 1932 operetou Franze Lehára Země úsměvů. V hlavní roli vystoupila tehdejší operetní hvězda SND Jarmila Kšírová.

### Zánik Moderní operety
K zániku Moderní operety přispěly i soudní spory Antonína Drašara s majitelem Varieté Gustavem Pleyem (1879–1945) i úbytek diváků. V roce 1934 neobnovil Zemský úřad Olze Frýdové divadelní koncesi, na které byla Moderní opereta závislá. Divadlo tak zaniklo. (Poslední představení byla oznamována v tisku v lednu 1932.)

## Osobnosti Moderní operety

### Přední herci a zpěváci
Mezi přední herce a zpěváky Moderní operety patřili členové souboru SND. Mezi nimi vynikala Jarmila Kšírová, která po zániku Moderní operety účinkovala ve Velké operetě a v zahraničí. Dalšími členy byli např.: Janko Blaho (1901–1981), Štefan Hoza (1906–1982), František Krištof Veselý (1903–1977)). Koncem roku 1932 se též v souboru objevili pražští umělci Ljuba Hermanová (1913–1996) a Arno Velecký (1901–1976).

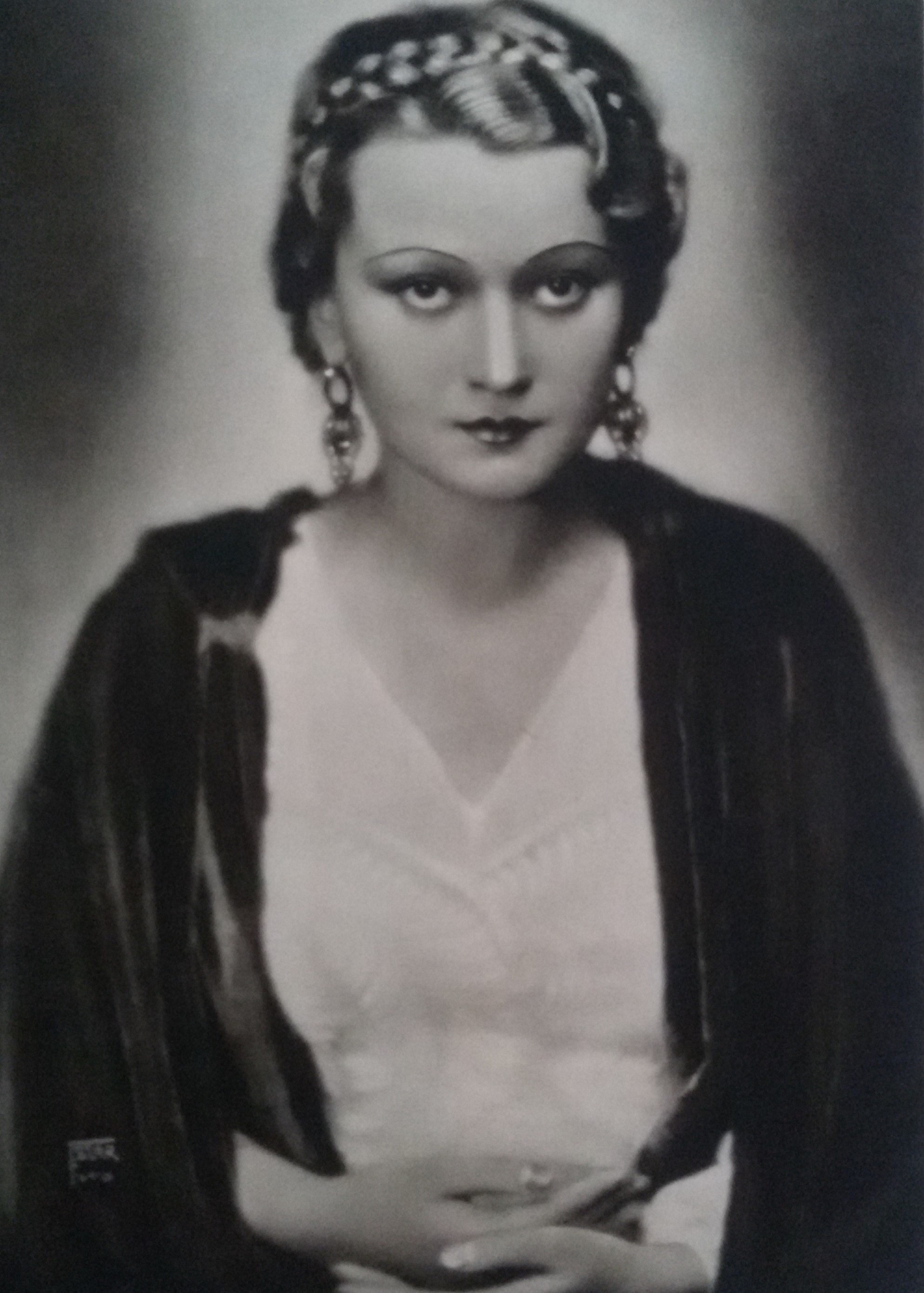
Jarmila Kšírová, 1935
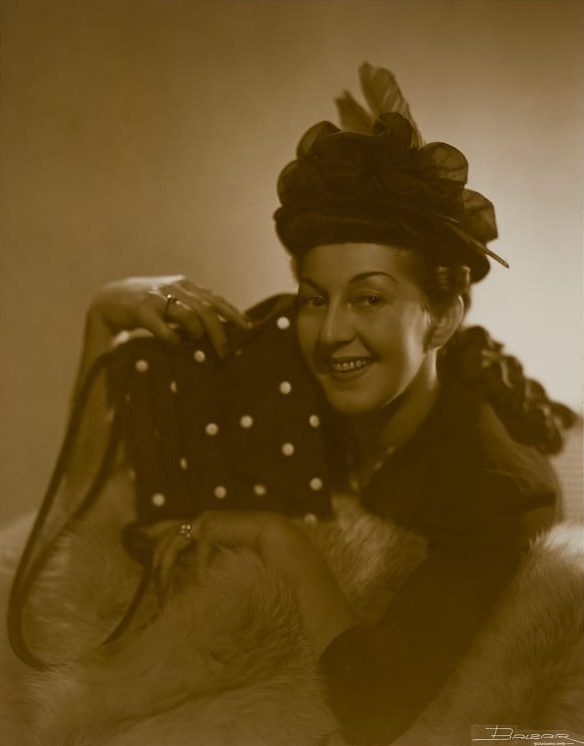
Ljuba Hermannová, 40. léta 20. stol.
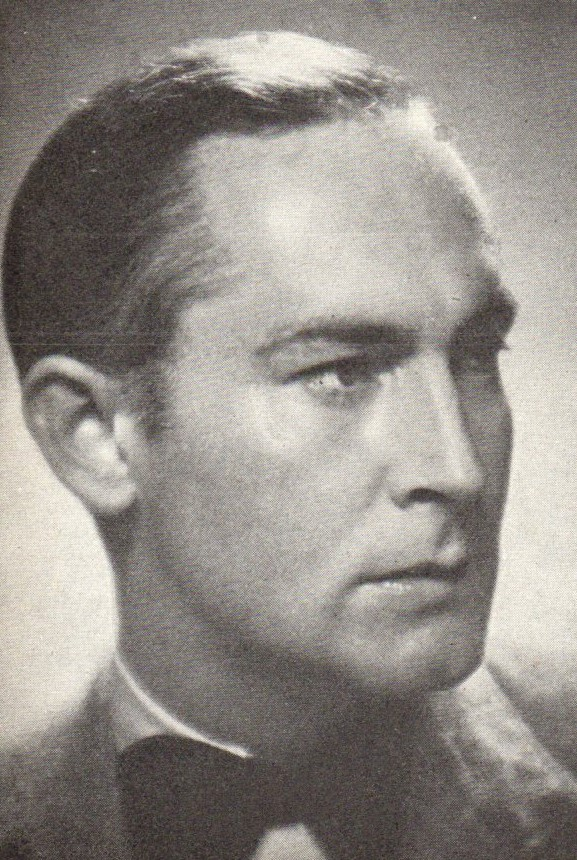
František Krištof Veselý, 1937
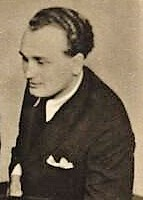
Štefan Hoza, 1937

### Další osobnosti
Režiséry Moderní operety byli
Dirigentem byl Juraj Viliam Schöffer, (1897–1972, dirigent SND), režisérem V. Poláček.

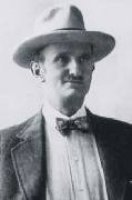
Antonín Drašar (1880-1939), ředitel Moderní operety

## Repertoár Moderní operety
Celkem uvedla Moderní opereta osm operet, mezi kterými převažovala díla Franze Lehára ( Země úsměvů, Carevič, Hrabě Luxemburg, Paganini) a dalších zahraničních autorů. Výjimku českého původu tvořilo dílo skladatele Járy Beneše (1897–1949) Syn bohů, které bylo uvedeno v roce 1932. Úbytek diváků se divadlo snažilo řešit revuálnější či komediálnější podobou inscenací, ale neúspěšně.